# Антиномізм
Антиномізм — богословський принцип, за яким суперечності Святого Писання існують лише в розумі людини через недосконалість її пізнання.
У значенні єресі антиномізм — це надмірне нехтування законами Старого Завіту. Може виражатися практично через твердження, що відроджена воскресінням Христа людина не має потреби в жодному зовнішньому законі, позаяк всі його вчинки гарні; або ж теоретично, у вченні, що людина приведена до покаяння євангельським вченням і тому їй не потрібно вивчення закону Старого Завіту.
Антиномізм першого роду існував уже під час укладення Нового Завіту (2 Пет. 2: 18–19). Пізніше між гностиками, серед спіритуалістичних сект в Середні століття, наприклад, у амальріканців, братів вільного духу, під час Реформації, наприклад, у деяких анабаптистів, і в новий час, наприклад, у антоніанців (XIX століття).
Другий рід антиномізму був предметом антиномістичного спору під час Реформації.